# 다카하시 쇼헤이
다카하시 쇼헤이(일본어: 高橋 祥平, 1991년 10월 27일 ~ )는 일본의 축구 선수이다. 현재 FC 마치다 젤비아에서 비셀 고베로 임대되어 뛰고 있다.

## 구단 경력
그는 2009년부터 J리그의 도쿄 베르디, 오미야 아르디자, 비셀 고베, 주빌로 이와타, FC 마치다 젤비아, 비셀 고베에서 뛰었다.